# We Are Family (chanson)
Singles de Sister Sledge
He's the Greatest Dancer
(1979) Lost in Music
(1979)
We Are Family est une chanson du groupe féminin américain Sister Sledge extraite de leur album We Are Family, paru en janvier ou février 1979 aux États-Unis et en avril au Royaume-Uni), composée, produite et interprétée à la guitare et à la basse par Nile Rodgers et Bernard Edwards en compagnie du batteur de leur groupe Chic, Tony Thompson. 
La chanson a également été publiée en single (aux États-Unis, en avril 1979). C'était le deuxième single tiré de cet album (après He's the Greatest Dancer, sortie en février). 

## Composition
La chanson est écrite, produite et jouée par Bernard Edwards et Nile Rodgers du groupe Chic.
La voix a tout le temps (8 minutes) de se déployer sur un rythme de "pompe à pétrole"[pas clair] tout à fait adapté aux discothèques.

## Accueil commercial
C'est le plus grand succès du groupe.
Aux États-Unis, la chanson a débuté à la 63e place du Hot 100 de Billboard (dans la semaine du 28 avril 1979) et atteint la 2e place (pour la semaine du 16 juin),.
Au Royaume-Uni, elle a débuté à la 74e place du hit-parade des singles (dans la semaine du 20 au 26 mai 1979) et a atteint la 8e place (pour la semaine du 10 au 16 juin),.

## Popularité
Cette chanson servira d'hymne aux gays, aux féministes, voire à toute réunion familiale[citation nécessaire] et sera la chanson du championnat mondial des Pirates de Pittsburgh en 1979.